# Puppentheater Magdeburg

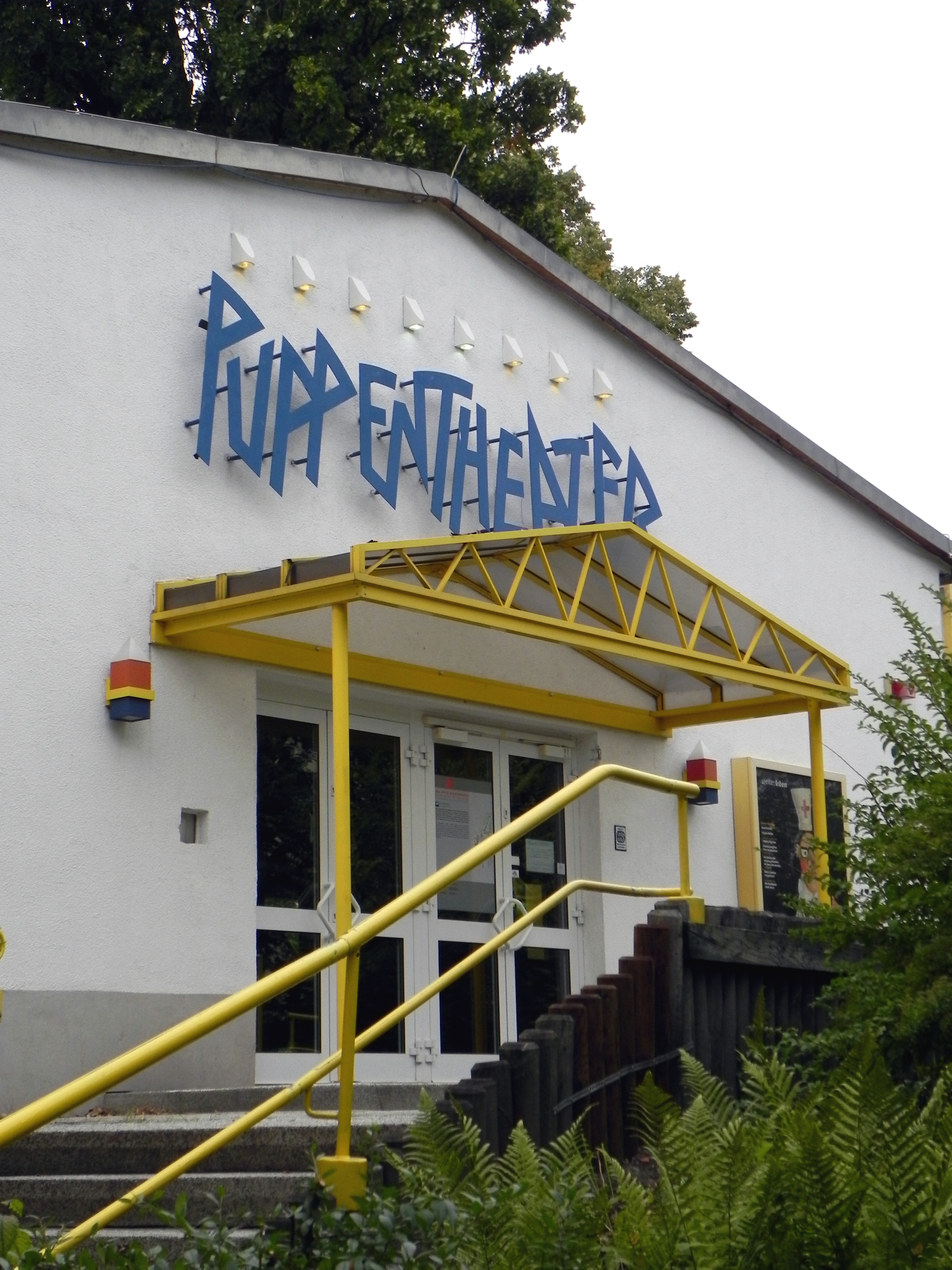
Puppentheater Magdeburg

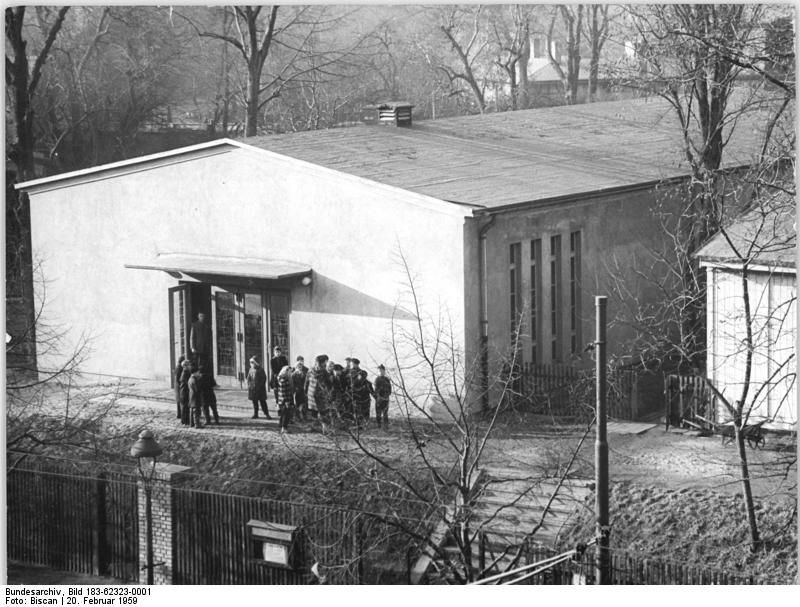
Puppentheater Magdeburg im Februar 1959

Das Puppentheater der Stadt Magdeburg ist ein städtisches Figurentheater mit eigenem, festen Ensemble im Magdeburger Stadtteil Buckau.
Es befindet sich an der Adresse Warschauer Straße 25.

## Geschichte
Ausgehend vom Beispiel des sowjetischen Stabpuppenspiels entstanden ab 1951 vor allem in den Bezirksstädten der DDR Ensembletheater für Puppenspiel, so auch 1958 in Magdeburg. Maßgeblich hatten sich die Puppenspieler Jutta Balk und Gustel Möller für die Gründung eines stehenden Theaters eingesetzt. Möller wurde der erste Intendant der Städtischen Puppenbühne. Die erste Vorstellung spielte das damals erst vierköpfige Ensemble am 1. September 1958 zur Eröffnung. Die Handpuppeninszenierung Der gestiefelte Kater war die erste Premiere.
Mit einem festen eigenen Haus sowie der umfangreichen personellen und organisatorischen Struktur eines – wenn auch relativ kleinen – Theaterbetriebs, wurde es möglich, sich durch entsprechende Arbeitsteilung auf die künstlerische Arbeit besser als in früheren Zeiten zu konzentrieren und sich den Erfordernissen der jeweiligen Zeit anzupassen und gleichzeitig künstlerisch erfolgreich zu sein. Das Theatergebäude war der erste speziell für ein Puppentheater errichtete Zweckbau.
In den 1960er Jahren wurde ein Abonnentensystem, das vergünstigte Theateranrecht, für Schulklassen und Kindergartengruppen entwickelt. Bis heute besucht die überwiegende Mehrheit der Magdeburger Kinder in der Elementarphase das Puppentheater.
Mit Die Himmelfahrt der Galgentoni wurde 1966 erstmals auch für Erwachsene inszeniert. Langsam etablierte sich ein Abendspielplan, der sich mit der Inszenierung Der kleine Prinz als Co-Produktion mit den Bühnen der Stadt Magdeburg durchsetzen sollte. Das bis heute beim Publikum sehr beliebte Open-Air-Theater im Hof begann 1977 mit der Premiere des ersten Buckauer Hofspektakels Bier und Puppen.
Die erste Erweiterung des Hauses wurde 1968 vorgenommen. Bis dahin hatte es ausschließlich einen Theatersaal ohne Garderobe, Magazin, Lager oder sanitäre Anlagen gegeben. Im Anbau wurden Verwaltung, Garderobe, Kasse und Besuchertoiletten untergebracht. Eine zweite große Erweiterung folgte 1999, als das Theater eine Probebühne und ein Magazin für Puppen erhielt.
Nach der deutschen Wiedervereinigung stand, wie in anderen ostdeutschen Städten auch, der Status des Puppentheaters zur Diskussion. Überlegungen, ob das eigenständige Theater nicht als Sparte an die Städtischen Bühnen angegliedert werden sollte oder ob es ganz geschlossen werden müsste, wurden geäußert. Allerdings formierte sich in der Magdeburger Bevölkerung eine breite Unterstützung für das Theater, sodass es letztlich doch nicht angetastet wurde.
Seit 2007 organisiert das Puppentheater für die Landeshauptstadt die KinderKulturTage. Sie standen unter den Mottos Wandern, Wundern, Wachsen (2007), Hand in Hand (2008), Stamm*Platz*Elbe (2010). In fünf Tagen bieten die Kulturschaffenden Magdeburgs ein vielschichtiges Programm an Kinderkultur für Familien oder Kindergruppen in der ganzen Stadt verteilt an.
Heute ist das Puppentheater Magdeburg eines der letzten eigenständigen Stadttheater mit Schwerpunkt Figurenspiel in Deutschland. Mit den erweiterten Teilen sowie der Bühnen- und Saalsanierung im Jahr 2003 gehört es zu den größten Figurentheatern Deutschlands. Das vollständig barrierefreie Theater verfügt über zwei Bühnen im Gebäude, darüber hinaus wird eine Sommertheaterbühne im Innenhof bespielt. Das Repertoire des Hauses umfasst ständig etwa 20 unterschiedliche Inszenierungen, die sich sowohl an Kinder und Jugendliche als auch Erwachsene richten. Neben Adaptionen aus Bilderbüchern, Abenteuergeschichten und Märchen werden auch Werke der Gegenwartsdramatik und der Weltliteratur aufgeführt.
2012 wurde dem Puppentheater vom Magdeburger Stadtrat der Titel Ehrenbotschafter der Landeshauptstadt Magdeburg verliehen.

## Intendanten
| 1958–1978 | Gustel Möller    |
| 1978–1983 | Dieter Peust     |
| 1984–1990 | Elke Schneider   |
| 1990–2023 | Michael Kempchen |
| seit 2023 | Sabine Schramm   |

## Festivals
Bereits zu DDR-Zeiten, erstmals 1963, wurde Magdeburg zum Austragungsort von Puppentheaterfestivals, die bis zur Wende im Wesentlichen durch das Ministerium für Kultur mitgetragen wurden.
Das erste Internationale Figurentheaterfestival Blickwechsel fand 1991 erstmals statt und wurde zeitweise biennal veranstaltet. Die Festivalinszenierungen sind neben der künstlerischen Qualität durch einen inhaltlichen Rahmen bestimmt. So war das Motto des Festivals 2009 Weltverbesserer. Seit 2003 werden die Festivals eröffnet oder beschlossen mit der Inszenierung La Notte, in der urbane Orte wie der Klosterbergegarten oder der Buckauer Engpass, zuletzt im Jahr 2009 auch das Schiffshebewerk Rothensee, zusammen mit einer Vielzahl von Künstlern bespielt werden. Am Festival nehmen mehr als 30 internationale Theater teil.
Mit der Ausrichtung des UNIMA-Weltkongresses und des Weltpuppentheaterfestivals im Jahre 2000, verwandelte sich zum ersten Mal die ganze Stadt zur Bühne. Mit den im Festivalzeitraum folgenden 60 Veranstaltungen an neun über die Stadt verteilten Aufführungsorten wurde Magdeburg zum Zentrum des internationalen Puppenspiels.

## Figurentheaterzentrum
Am 24. November 2012 wurde in einer benachbarten historischen Villa, der sogenannten villa p., eine Figurenspielsammlung eröffnet. Während des Festaktes hielten unter anderem der Magdeburger Oberbürgermeister Lutz Trümper und der sachsen-anhaltische Kultusminister Stephan Dorgerloh Grußworte.
In diesem mit einem Investitionsvolumen von 1,9 Millionen Euro geschaffenen Figurentheaterzentrum wird eine ständige Ausstellung über die Geschichte des Puppenspiels in Sachsen-Anhalt und im mitteldeutschen Raum, vom Altertum bis zu den aktuellen Entwicklungen, präsentiert. In 19 zum Teil aufwendig gestalteten Räumen werden auf 600 m² mehr als 1000 Theaterpuppen gezeigt. Hinzu kommen wechselnde Sonderausstellungen. Dabei legt die Sammlung, die sowohl auf Kinder als auch auf Erwachsene ausgerichtet ist, Wert auf interaktive Bereiche. Darüber hinaus gibt es museumspädagogische Führungen sowie kunst- und theaterpädagogische Angebote.
Die villa p. ist vom Puppentheater durch das Theatercafe café p. über einen Gang zu erreichen.
Daneben sind die Kernaufgaben des Zentrums einerseits die Erforschung des Figurentheaters, andererseits die Aus- und Weiterbildung, besonders im Bereich Puppenbau.

## Jugendkunstschule Magdeburg
Seit dem Jahr 2004 ist die Jugendkunstschule Magdeburg an das Puppentheater angegliedert. Sie richtet sich mit ihren Angeboten zur kulturellen Bildung an Kinder, Jugendliche, Familien sowie Erwachsene und ist im Kulturzentrum „Thiem 20“ ansässig.